# Modelado arbóreo
El modelado arbóreo (o también escultura arbórea) es un conjunto de técnicas que permiten utilizar árboles y otras plantas leñosas vivas como medio para crear estructuras o formas artísticas. Existen métodos diferentes utilizados por diversos artistas para dar forma a sus árboles, que comparten una herencia común con otras prácticas propias de la agricultura y de la horticultura empleadas en jardinería, como el entrelazado, el bonsái, las espalderas y la topiaria. La mayoría de los artistas usan injertos para inducir deliberadamente la inosculación de troncos, ramas y raíces vivas en diseños artísticos o estructuras funcionales.
El modelado de árboles se lleva practicando durante al menos varios cientos de años, como demuestran los puentes de raíces vivas construidos y mantenidos por el pueblo khasi de la India. Entre los practicantes de esta técnica desde comienzos del siglo XX, se puede mencionar al banquero John Krubsack, a Axel Erlandson con su famoso circo de árboles y al ingeniero paisajista Arthur Wiechula. Entre los diseñadores posteriores figuran los artistas de "Pooktre" Peter Cook y Becky Northey, el artista de "esculturas de cenador" Richard Reames y el diseñador de mobiliario Chris Cattle, que produce "muebles cultivados".

## Historia

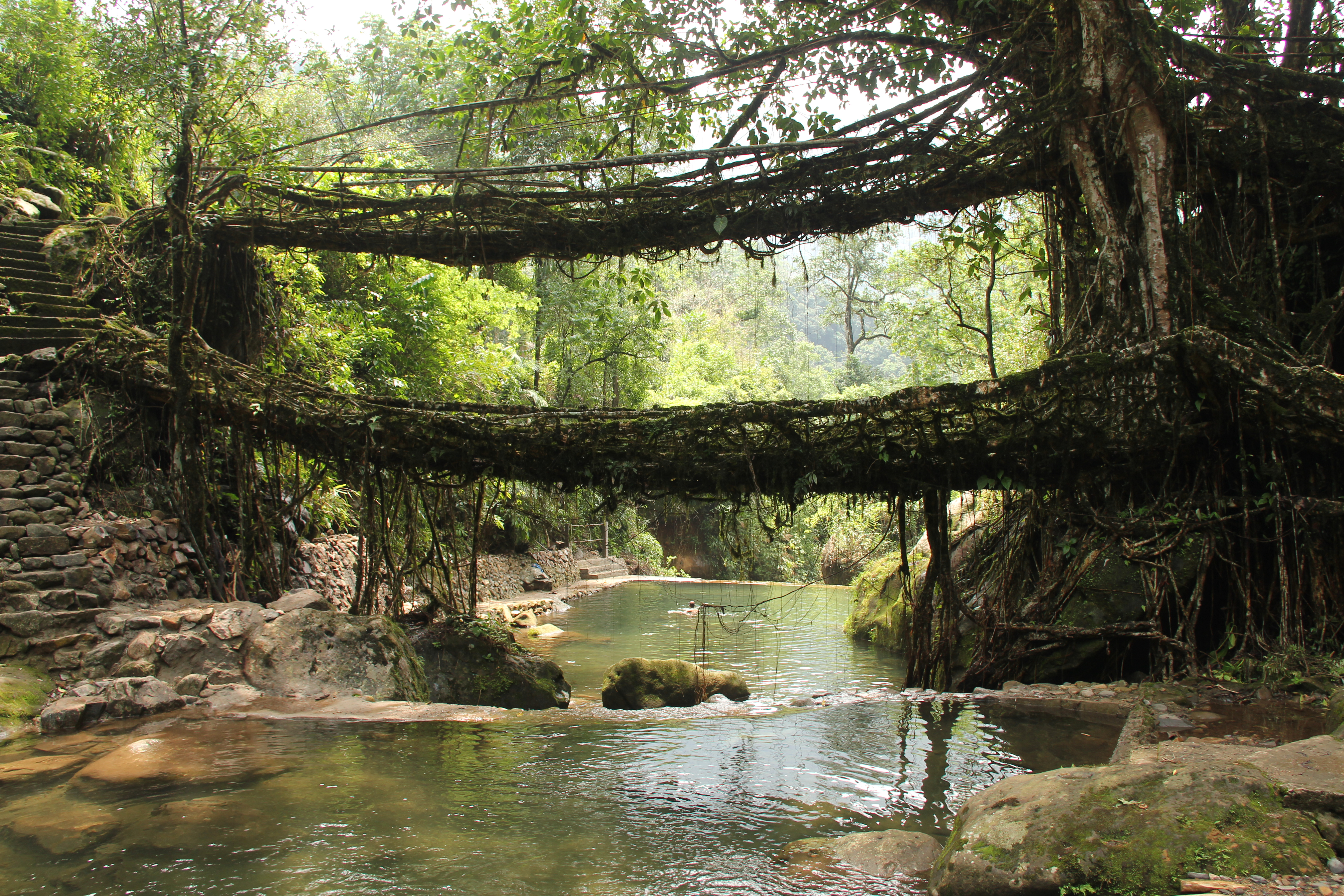
Puentes de raíces vivas en el poblado de Nongriat, Meghalaya (la India)

Algunas especies de árboles exhiben un fenómeno botánico conocido como inosculación (o autoinjerto); ya sea entre partes de un mismo árbol o entre dos o más especímenes individuales de la misma especie (o muy similares entre sí). Los árboles que muestran este comportamiento se denominan árboles inosculados.
Los puentes de raíces vivas de Cherrapunji, Laitkynsew y Nongriat, en el actual estado de Meghalaya del noreste de la India, son ejemplos del modelado de árboles. Estos puentes suspendidos están formados manualmente a partir de las raíces aéreas de  higueras de Bengala vivas, como el árbol del caucho. Las raíces flexibles de los árboles se forman gradualmente para crecer a través de un espacio, tejiéndose en palos, piedras y otras inclusiones, hasta que se asientan al otro lado del obstáculo. Este proceso puede tardar hasta quince años en completarse. Hay pasarelas que miden más de 100 pies (30 m), y algunas pueden soportar el peso de hasta 50 personas. Se cree que la vida útil de los puentes, una vez terminados, es de 500 a 600 años. Naturalmente, se renuevan y fortalecen a sí mismos a medida que las raíces se vuelven más gruesas.
Los árboles vivos se utilizaron para crear casas de jardín en el Medio Oriente, una práctica que luego se extendió a Europa. En Cobham, Kent, están documentados relatos sobre una casa de tres pisos que podía albergar a 50 personas.
El entrelazado es una técnica muy antigua utilizada en la práctica hortícola para separar parcelas. Consiste primero en trenzar ramas vivas y luego tejerlas juntas para facilitar su inosculación. Esta técnica también se usa para generar zonas de sombra continuas entrelazando las ramas superiores de los árboles, aunque su empleo más común es para formar setos y recubrir paredes. Un uso práctico, intensivo en mano de obra, data de la Europa medieval, cuando se plantaban árboles en líneas paralelas formando setos o patrones en quincunce (formando una red cuadrada y añadiendo sus centros), y luego se modelaban recortándolos para formar una cuadrícula plana sobre el nivel del suelo. Cuando las ramas de los árboles en esta cuadrícula se encontraban con las de los árboles vecinos, se injertaban juntas. Una vez que la red de ramas unidas alcanzaba un tamaño considerable, los constructores colocaban tablas por encima, sobre las que construían cabañas, manteniendo así el asentamiento humano seguro en épocas de inundaciones anuales. También se construyeron plataformas de baile de madera, utilizando un enrejado de ramas vivas para soportar el peso de la plataforma y el de los bailarines.
En los jardines europeos de la Edad Media y hasta el siglo XVIII, eran comunes las avenidas bordeadas de árboles, cuyas copas entrelazadas formaban un dosel que daba sombra a los caminantes.

## Métodos
Existen varios métodos para dar forma a un árbol. Algunos de estos procesos aún son experimentales,: 154  mientras que otros aún están en etapa de investigación. Estos métodos utilizan distintas técnicas de horticultura y arboricultura para lograr el diseño deseado. Las sillas, las mesas, los espacios habitables y el arte pueden formarse a partir de árboles en crecimiento. Algunas técnicas utilizadas son exclusivas de una práctica en particular, mientras que otras técnicas son comunes a numerosos propósitos, aunque su elección puede deberse a diferentes razones. Por lo general, estos métodos comienzan con una idea del resultado esperado. Algunos profesionales comienzan con dibujos detallados: 7  o bocetos. Otros artistas comienzan con lo que ya tiene el árbol. : 56–57  Cada proceso tiene su propio marco de tiempo y un nivel diferente de participación del modelador del árbol. Según el caso, los árboles podrían seguir creciendo, como con la silla de jardín viviente Pooktre, o tal vez ser talados como un trabajo terminado, como la silla de John Krubsack.

### Cultivo aeropónico

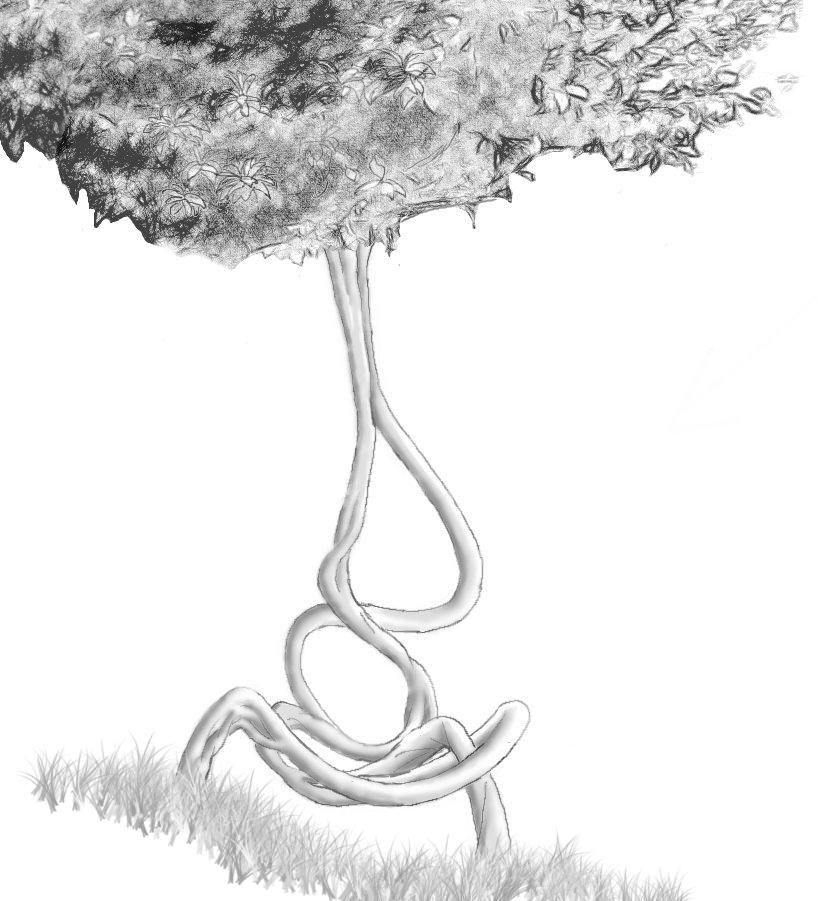
Silla creada usando modelado de raíces mediante aeroponía

Los ejemplos vivos más antiguos conocidos de modelado de plantas leñosas son los puentes de raíces vivas de cultivo aeropónico construidos por el antiguo pueblo war-khasi de la región de Cherrapunjee en la India, que siguen siendo mantenidos y desarrollados aún más hoy por los pobladores de la región. El cultivo aeropónico fue estudiado formalmente por primera vez en 1942 por W. Carter, quien describió "un método de cultivo de plantas en vapor de agua para facilitar el examen de las raíces". Investigadores posteriores, incluidos L. J Klotz y G. G. Trowel, ampliaron su trabajo. en 1957, F. W. Went describió "el proceso de cultivar plantas con raíces suspendidas en el aire y aplicar una neblina de nutrientes a la sección de la raíz", y acuñó la palabra "aeroponía" para describir ese proceso. En 2008, el investigador de raíces y artesano Ezekiel Golan describió y obtuvo una patente para un proceso que permite que las raíces de algunas plantas leñosas cultivadas aeropónicamente se alarguen y espesen sin dejar de ser flexibles. Con longitudes de unos 6 metros (19,7 pies) o más, las raíces blandas se pueden obtener con formas predeterminadas que continuarán engrosándose después de que se consoliden las formas impuestas a medida que sigan creciendo.
Las técnicas y aplicaciones más nuevas, como la arquitectura sustentable, pueden permitir a los arquitectos diseñar, hacer crecer y formar grandes estructuras permanentes, como casas, al dar forma a las plantas cultivadas aeropónicamente y a sus raíces.

### Modelado instantáneo de árboles

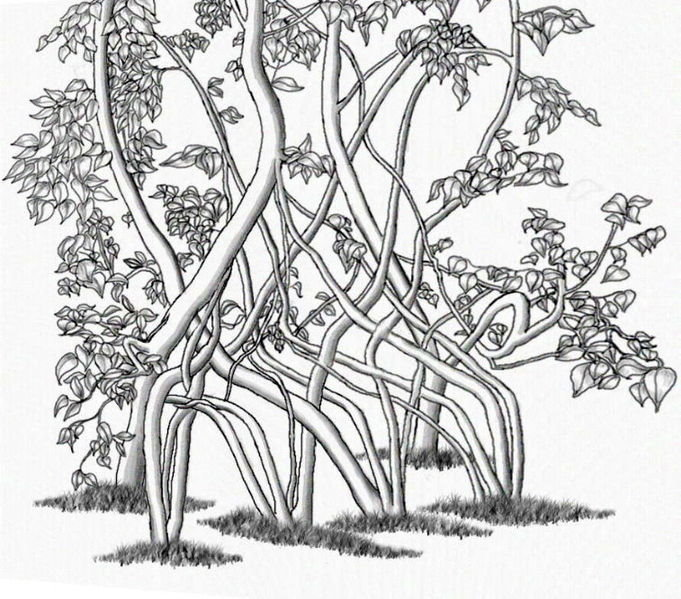
Banco de arboriescultura de Richard Reames, creado usando las técnicas descritas en sus libros Cómo hacer crecer una silla y Arboriescultura

En el modelado instantáneo de árboles se emplean plantas maduras, : 53  de entre 6 y 12 pies de largo (entre 2-3,6 m): 196  y 3-4 pulgadas (7,6-10 cm) de diámetro del tronco,: 172  que se doblan y tejen para obtener el diseño deseado : 53  y se sostienen en una determinada posición hasta que se funden entre sí. Comprender la dinámica de los fluidos de un árbol es importante para lograr el resultado deseado.: 69 
A veces se usa la flexión para obtener el diseño buscado. Si el tejido de una planta se dobla en un ángulo demasiado agudo, puede romperse, lo que puede evitarse en su mayor parte repartiendo la curvatura en distintos puntos. Esto se logra haciendo pequeñas curvas a lo largo del árbol. Luego, las curvas se mantienen en su lugar durante varios años hasta que su forma se moldea de forma permanente.: 80  La tasa de crecimiento del árbol determina el tiempo necesario para superar su resistencia a la flexión inicial.: 178  El trabajo de doblar y asegurar de esta manera se puede realizar en una hora o quizás en una tarde, según el diseño.
El anillado se emplea a veces para ayudar a equilibrar un diseño, al desacelerar el crecimiento de ramas demasiado vigorosas o cuando se han colocado de manera inadecuada. Se utilizan diferentes grados de estricción de los anillos, desde una simple vuelta hasta la eliminación completa de 3/8" del espesor (1 cm).: 57, 69 
También es posible doblar árboles como el sauce y el álamo sobre sí mismos, creando un ángulo recto. Este método es más radical que la simple flexión gradual de una planta.: 80 
Con este método es posible realizar el plegado e injerto inicial de un proyecto en una hora (como con Peace in Cherry de Richard Reames),: 193 : 56–57  pudiendo quitarse los soportes en tan solo un año y siguiendo con una poda mínima a partir de entonces.

### Modelado gradual de árboles

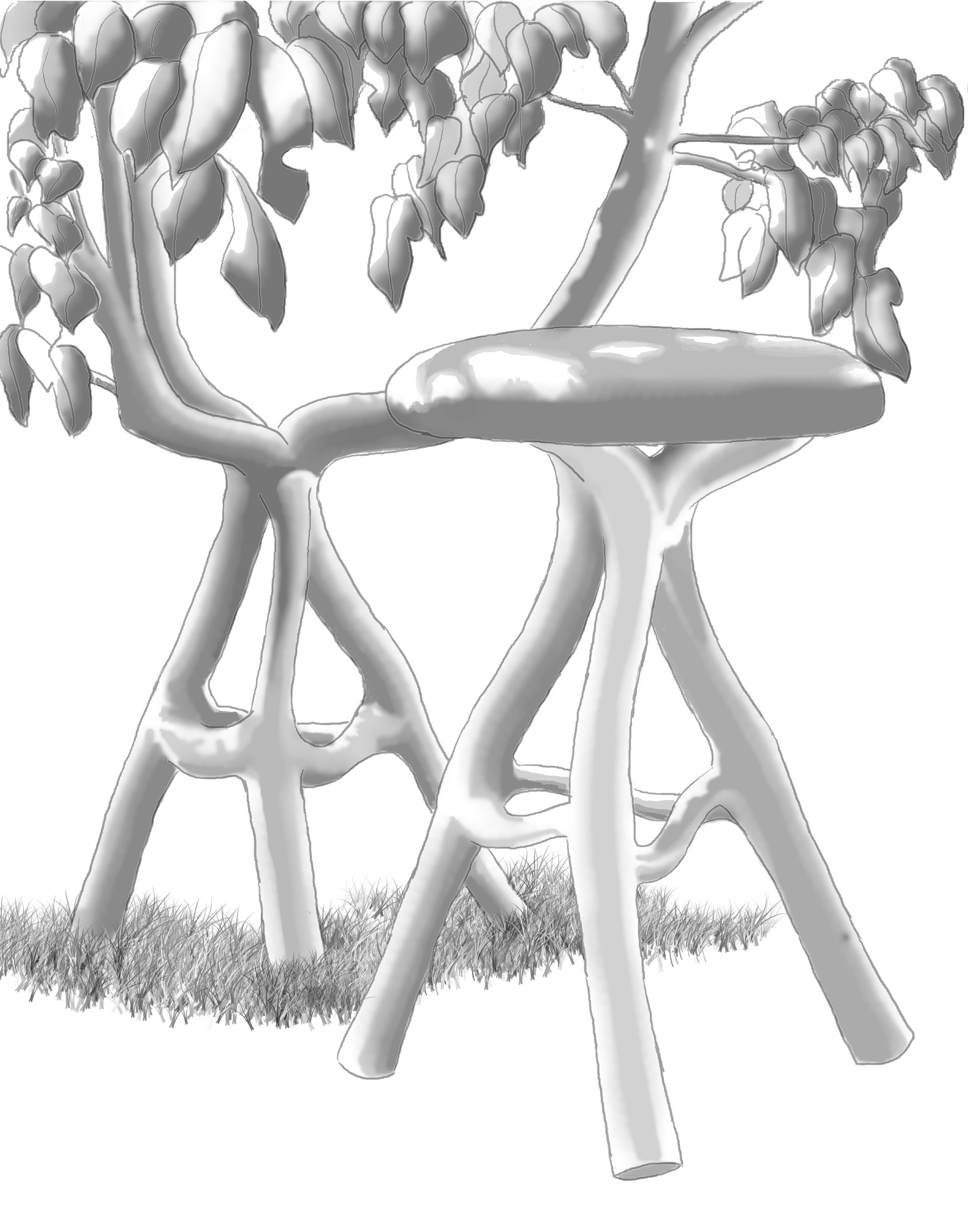
"Muebles cultivados" de Chris Cattle, creados con un método de modelado gradual de árboles

El modelado gradual del árbol comienza con el diseño y el encuadre, fundamentales para el éxito de la pieza. El primer paso consiste en obtener las plántulas o los árboles jóvenes,: 4  de 3–12 pulgadas (7,6–30,5 cm) de largo.
El modelado se aplica gradualmente sobre las plántulas, : 4  y mientras que el árbol crece se le va dando la forma deseada. Una pequeña sección situada justo por detrás de la punta de crecimiento es la que permite moldear la forma final, y requiere un guiado diario o semanal del nuevo crecimiento, que se dirige según rutas de diseño predeterminadas mediante una plantilla de madera o un diseño de alambre complejo.
Con este método, el período de tiempo es más largo que con los otros métodos. Por ejemplo, el diseño de una silla puede tardar entre 8 y 10 años en alcanzar la madurez. Algunos de los árboles de Axel Erlandson tardaron hasta 40 años en adoptar sus formas acabadas.

## Técnicas comunes

### Armazón
El armazón se puede usar para varios propósitos y puede consistir en uno o una combinación de varios materiales, como madera, acero, árboles ahuecados, diseños de alambre complejos, plantillas de madera, o el árbol mismo, vivo: 178  o muerto.: 58  Se puede utilizar en muchos diseños de proyectos para apoyar las articulaciones injertadas hasta que los injertos estén consolidados. Algunos procesos pueden emplear armazones para mantener una forma creada al doblar o entrelazar árboles maduros hasta que los tejidos hayan superado su resistencia a la flexión inicial y hayan crecido suficientes anillos anuales para moldear el diseño de forma permanente. También se pueden usar para apoyar y dar forma al crecimiento de árboles jóvenes hasta que sean lo suficientemente fuertes como para mantener la forma deseada sin soporte. Otros enfoques podrían emplear armazones para guiar las raíces de árboles cultivados aeropónicamente en las formas deseadas.

### Injerto
El injerto es una técnica comúnmente empleada que explota el proceso biológico natural de la inosculación. Se corta una rama o planta y se agrega un trozo de otra planta, que se mantiene en su lugar. Varios tipos de injertos comparten el objetivo de estimular la fusión de los tejidos de una planta con los de otra.
El injerto se aplica para crear vínculos y uniones permanentes. En algunos casos, los árboles se injertan mientras están creciendo, mientras que en otros casos, los árboles maduros pueden estar entrelazados y los tallos de dos o más árboles se injertan para crear sillas, escaleras y otras esculturas fantásticas.

### Poda
La poda se puede utilizar para equilibrar un diseño, controlando y dirigiendo el crecimiento a la forma deseada.: 70  La poda por encima de un nudo puede dirigir el crecimiento de la planta en la dirección de la ubicación natural de la yema de la hoja. También se puede utilizar para mantener un diseño libre de ramas no deseadas y para reducir el tamaño del dosel. A veces es la única técnica utilizada para elaborar un proyecto. Los árboles de hoja caduca se podan principalmente en invierno,: 137  mientras están inactivos, aunque a veces es necesario podarlos durante la temporada de crecimiento. Los árboles sometidos repetidamente a podas fuertes pueden experimentar un crecimiento atrofiado y algunos árboles pueden no sobrevivir a este tratamiento.

### Sincronización
Usar el tiempo como parte de la construcción es intrínseco para lograr esta forma de arte.

## Estructuras
Las estructuras de cultivo vivo tienen una serie de ventajas mecánicas estructurales sobre las construidas con madera para la construcción y son más resistentes a la descomposición. Si bien hay algunos organismos que pueden pudrir la madera viva desde el exterior, y aunque los árboles vivos pueden llevar madera descompuesta o en descomposición en su interior; por lo general, los árboles vivos se pudren de adentro hacia afuera y la madera muerta se descompone de afuera hacia adentro. El tejido de madera viva, ejerce una defensa muy potente contra la descomposición en cualquier dirección, conocida como compartimentación. Esta protección es propia únicamente a los árboles vivos y varía entre especies.
Cultivar estructuras no es tan fácil como parece. Los sauces de crecimiento rápido se han utilizado para cultivar estructuras de edificios, a los que brindan apoyo o protección. Un joven grupo de arquitectos alemanes inició la construcción de una estructura de este tipo, lo que exige el control continuo del desarrollo de los árboles. Una vez que son capaces de soportar el peso previsto, un ingeniero estructural realiza pruebas de estabilidad y resistencia, lo que permite retirar el armazón de apoyo. Los proyectos se limitan a verificar la capacidad de carga y a monitorizar el crecimiento de los árboles. La capacidad de carga se comprobará mediante pruebas en prototipos.

## Opciones de diseño

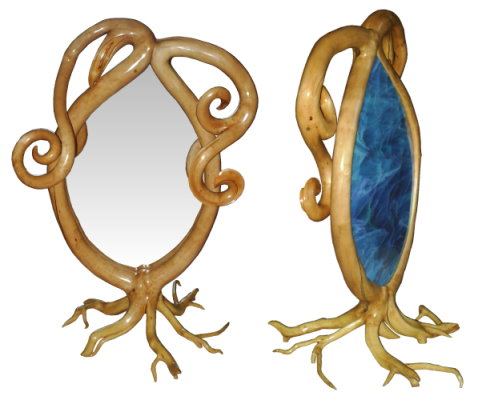
Espejo de Becky, por Pooktre

Los diseños pueden incluir elementos abstractos, simbólicos o funcionales. Algunas formas creadas y cultivadas son puramente ornamentales o artísticas, tales como cubos, círculos o letras de un alfabeto; mientras que otros diseños pueden producir cualquiera de una amplia variedad de formas útiles, como perchas de ropa o papeleras, escaleras, muebles, herramientas, y mangos de herramientas. También se pueden cultivar estructuras llamativas como setos y barras de monos, e incluso grandes diseños arquitectónicos como arcos vivos, cúpulas, miradores, galerías y, teóricamente, casas enteras son posibles con una planificación, plantación y cultivo cuidadosos en el tiempo. El equipo de diseño de ecología humana (H.E.D.) del Instituto de Tecnología de Massachusetts ha diseñado casas que se pueden cultivar a partir de árboles nativos en distintos climas.
Los árboles adecuados se plantan de acuerdo con las especificaciones de diseño y luego se cultivan con el tiempo para dar forma a las estructuras previstas. Algunos diseños pueden usar solo madera viva y en crecimiento para formar las estructuras, mientras que otros también pueden incorporar inclusiones como vidrio, espejo, acero y piedra, cualquiera de los cuales puede usarse como elemento estructural o estético. Las inclusiones se pueden colocar en un proyecto a medida que crece y, según el diseño, se pueden quitar cuando ya no se necesiten como soporte o se pueden dejar en su lugar para que se conviertan en inclusiones fijas en el tejido en crecimiento.: 117 

## Cronología de practicantes notables

### Pueblo war-khasi
El antiguo pueblo war-khasi de la India trabajó con las raíces aéreas de los banianos nativos, adaptándolas para crear pasarelas sobre los cursos de agua. Los pobladores posteriores de la región de Cherrapunjee han continuado con esta artesanía de construcción tradicional. Las raíces seleccionadas para los tramos de puentes se sostienen y guían a medida que se forman, enhebrando raíces de baniano largas, delgadas y flexibles a través de tubos hechos de troncos ahuecados de hierbas leñosas. Las especies preferidas para los tubos son el bambú o palma Areca, o 'kwai' en lengua khasi, que cultivan para obtener la nuez Areca. Los khasi incorporan las raíces aéreas colgantes de los árboles para formar tramos de soporte y pasamanos de seguridad. Algunos puentes pueden transportar a cincuenta o más personas a la vez. Al menos un ejemplo, sobre el arroyo Umshiang, es un puente de dos pisos. Pueden tardar de diez a quince años en volverse completamente funcionales y se piensa que pueden durar hasta 600 años.

### John Krubsack
John Krubsack era un banquero y agricultor estadounidense originario de Embarrass (Wisconsin). Dio forma e injertó la primera silla cultivada conocida y la cosechó en 1914. Vivió de 1858 a 1941. Había estudiado injertos de árboles y se había convertido en un hábil artesano de muebles de madera. La idea de cultivar su propia silla se le ocurrió durante una excursión de fin de semana en busca de madera con su hijo.
Comenzó con semillas de arce negundo en 1903, seleccionando y plantando 28 (o 32, según otras fuentes) árboles jóvenes según un patrón cuidadosamente diseñado en la primavera de 1907. En la primavera de 1908, los árboles habían crecido hasta 6 pies (1,8 m) de altura y comenzó a modelarlos en un enrejado, injertando las ramas en los puntos críticos señalados para formar las partes de su silla. En 1913, cortó todos los árboles excepto los que formaban las patas, que dejó crecer y aumentar de diámetro un año más, antes de cosechar y secar la silla en 1914; once años después de que comenzara el proceso. Apodado "La silla que vivió"; es la única forma de modelado arbóreo conocida realizada por John Krubsack. La silla se exhibe permanentemente en una urna de metacrilato en la entrada del Noritage Furniture; el negocio de fabricación de muebles ahora propiedad de los descendientes de Krubsack, Steve y Dennis Krubsack.

### Axel Erlandson
Axel Erlandson era un agricultor estadounidense de origen sueco que comenzó a cultivar árboles como pasatiempo en su granja de Hilmar (California), en 1925. La idea le surgió al observar una inosculación natural en su seto de sicomoros. En 1945, trasladó a su familia y lo mejor de sus árboles de Hilmar a Scotts Valley, y en 1947, abrió una atracción hortícola llamada Tree Circus.
Erlandson vivió desde 1884 hasta 1964; modelando más de 70 árboles a lo largo de su vida. Consideró sus métodos como secretos comerciales y cuando se le preguntó cómo había logrado dar forma a sus árboles, solo respondió: "Yo les hablo". Su trabajo apareció en la columna de Ripley, ¡aunque usted no lo crea! doce veces. Un total de 24 árboles de su jardín original han sobrevivido al trasplante a su hogar permanente en Gilroy Gardens en Gilroy (California). Su Árbol de cabinas telefónicas está en exhibición permanente en el American Visionary Art Museum de Baltimore, y su árbol Birch Loop está en exhibición permanente en el Museo de Arte e Historia de Santa Cruz (California). Ambos son especímenes muertos conservados.

### Arthur Wiechula

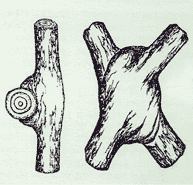
Boceto del de Arthur Wiechula de ramas inosculadas

Arthur Wiechula fue un ingeniero paisajista alemán que vivió de 1868 a 1941. En 1926, publicó "Wachsende Häuser aus lebenden Bäumen entstehend" (Desarrollo de casas a partir de árboles vivos), obra en la que incluyó ilustraciones detalladas de casas cultivadas a partir de árboles y describió técnicas de construcción simples que implican el injerto guiado de ramas vivas; entre las que figuraba un sistema de cortes laterales en forma de V que se utiliza para doblar y curvar troncos y ramas individuales en la dirección de un diseño, con la formación de madera que cierra pronto las heridas y permite mantener las curvas. Propuso cultivar madera para que constituyera paredes durante el crecimiento, permitiendo así el uso de madera joven para la construcción. Weichula nunca construyó una casa viva, pero hizo crecer una pared de álamos canadienses de 394 pies (120 m) para ayudar a mantener la nieve fuera de una sección de las vías del tren.

### Dan Ladd
Dan Ladd es un artista estadounidense residente en Northampton (Massachusetts) que trabaja con árboles y calabazas. Comenzó a experimentar con inclusiones de vidrio, porcelana y metal en árboles en 1977 en Vermont, e inició la plantación de árboles para Extreme Nature en 1978. Se inspiró en la inosculación que observó en la naturaleza y en el crecimiento de los troncos de los árboles alrededor de objetos hechos por el hombre como vallas y equipo agrícola abandonado. Da forma e injerta árboles, incluidos sus frutos y sus raíces, en formas arquitectónicas y geométricas. Ladd llama a la inosculación iniciada por humanos "entrelazados" y denomina a su propio trabajo "escultura de árboles". Combina una gran variedad de objetos con los árboles en crecimiento, para que la madera viva crezca alrededor y se incorpore, incluidas tazas de té, ruedas de bicicleta, lápidas, esferas de acero, tuberías de agua y conductos eléctricos. Dispone las raíces en formas como escaleras, utilizando armazones de madera y hormigón sobre el suelo e incluso da forma a las calabazas trepadoras leñosas de cáscara dura haciéndolas crecer en moldes. Un proyecto suyo para el parque escultórico del Museo DeCordova en Lincoln (Massachusetts), incorpora once ejemplares de olmo americano 'American Liberty' injertados uno al lado del otro para formar una larga barandilla de escalera en una ladera. Otra de sus instalaciones, denominada Three Arches, consta de tres pares de árboles sicomoros de 14 pies (4,3 m), que injertó formando arcos para enmarcar diferentes vistas de la ciudad, en Frank Curto Park en Pittsburgh.

### Nirandr Boonnetr
Nirandr Boonnetr es un diseñador y artesano de muebles tailandés. Desde niño quedó impresionado por una fotografía de algunos cocoteros inusualmente retorcidos en el sur de Tailandia y por un árbol caído al que le habían crecido nuevas ramas en su tronco, formando una especie de puente con dosel. Su afición comenzó en 1980 debido a su preocupación por los bosques de Tailandia, que estaban siendo devastados por los talladores de madera hasta el punto de que un día la industria finalmente acabaría desapareciendo. Comenzó su primera pieza, una silla de guayaba, alrededor de 1983. Originalmente pensada como algo para que sus hijos treparan y jugaran, la pieza se convirtió en una silla de árbol viviente.: 91  En quince años creó seis piezas de "muebles vivos", que incluye cinco sillas y una mesa. El Bangkok Post lo apodó el padre de los muebles vivientes. Poco después, presentó una silla como regalo a su Alteza Real la princesa Sirindhorn. Nirandr Boonnetr ha escrito un detallado paso a paso de como generó sus muebles, publicando un folleto de instrucciones con la esperanza de que su afición por los muebles vivos se extienda a otros países. Una de sus sillas se exhibió en el pabellón Growing Village en la Exposición Universal de Aichi de 2005 en Nagakute, Aichi, Japón.

### Peter Cook y Becky Northey

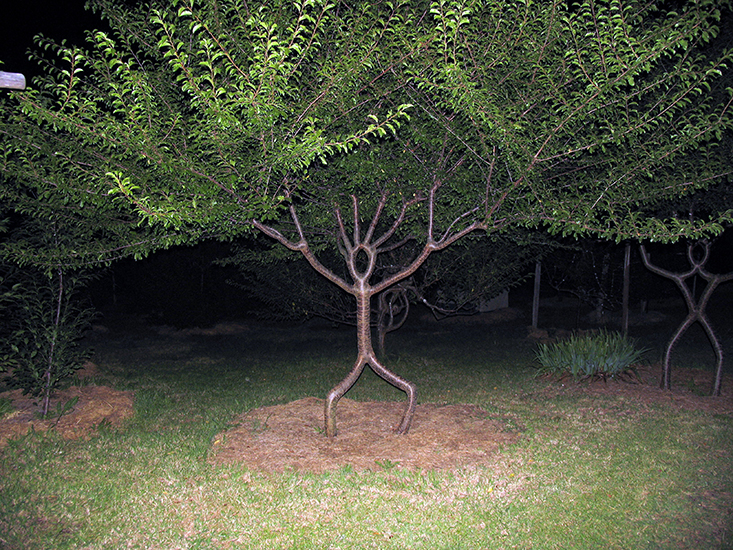
Árboles persona, por Pooktre

Peter Cook y Becky Northey son artistas australianos que viven en South East Queensland. Peter Cook se inspiró para cultivar una silla en 1987, después de observar tres higueras en un rincón remoto de su propiedad. Comenzó al día siguiente, con 7 esquejes de sauce. En 1988, plantó una acacia destinada a la cosecha como planta en maceta. Becky Northey se mudó a la propiedad de Peter en 1995 y los dos formaron Pooktre.
Sus métodos implican guiar el crecimiento de un árbol en rutas de diseño predeterminadas durante un período de tiempo. Dan forma a los árboles en crecimiento tanto para poder disfrutar del arte al aire libre como para ser cortados una vez obtenida la forma buscada. La mayoría de las veces usan ciruelos mirobolanos para darles forma. Ejemplos de su obra de arte funcional incluyen una mesa de jardín en crecimiento, una mesa de café taladas, percheros para sombreros, espejos y una pieza para el cuello de piedras preciosas.
Peter y Becky exhibieron ocho de sus creaciones, incluidos dos árboles persona en el pabellón Growing Village en la Exposición Universal de Aichi de 2005 en Japón. Su trabajo fue publicado en la serie de libros anual Ripley, ¡aunque usted no lo crea!.

### Richard Reames

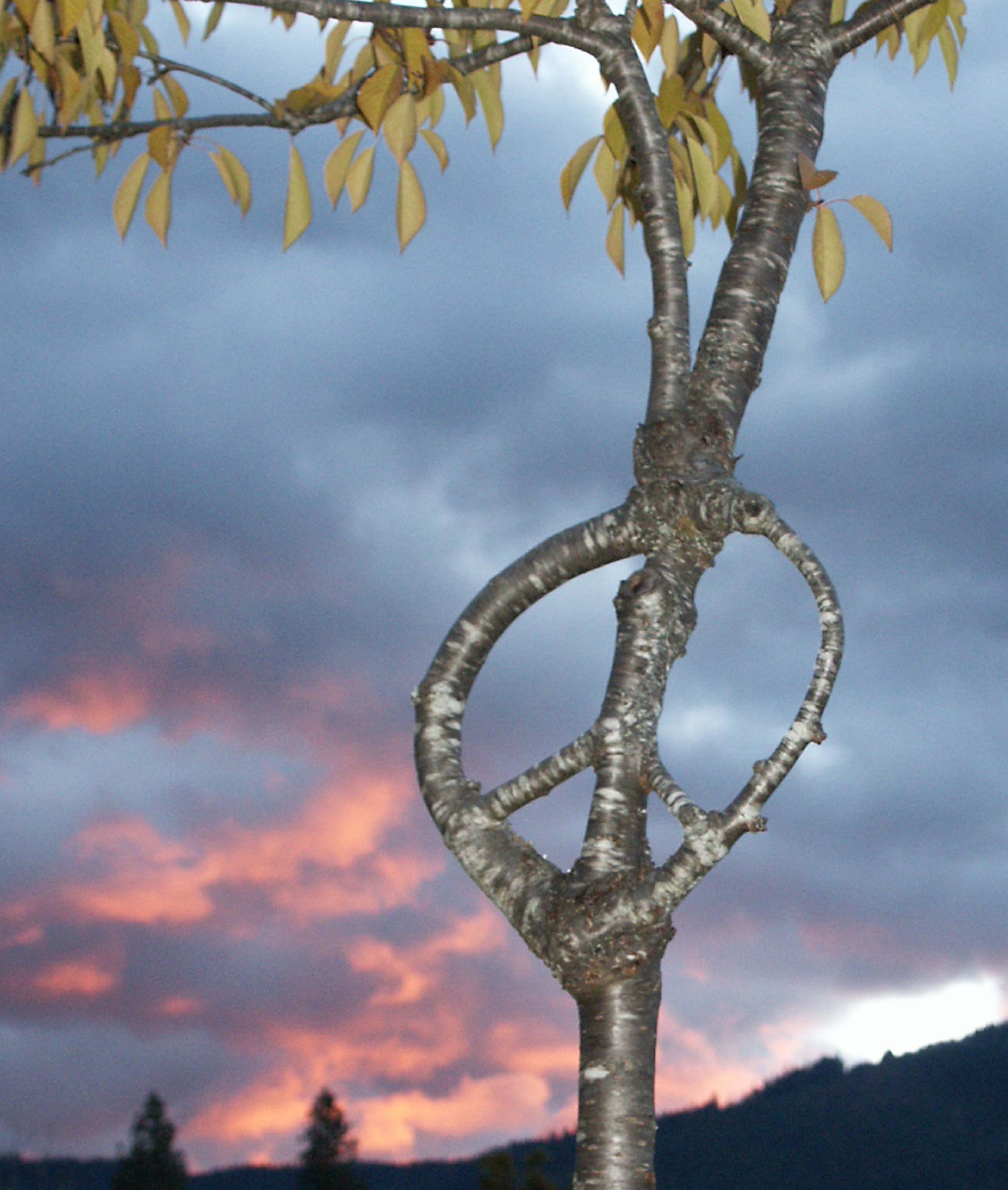
Paz en un cerezo (Richard Reames)

Richard Reames es un viverista y escritor estadounidense que reside en Williams (Oregón), donde posee y administra un vivero y un estudio de diseño, colectivamente conocidos como Arborsmith Studios. Reames se inspiró en las obras de Axel Erlandson,: 150 : 16  y comenzó a esculpir árboles en 1991 o 1992. El inicio de sus primeras sillas cultivadas experimentales: 57  data de la primavera de 1993.: 85 
En 1995, Reames escribió y publicó su primer libro, "Cómo hacer crecer una silla: el arte del topiario del tronco de un árbol". En él, acuñó la palabra arboriescultura. En 2005, publicó su segundo libro, "Arborsculpture: Solutions for a Small Planet". Ha dado conferencias en Australia y ofrece demostraciones en vivo de cómo doblar y tejer una silla en exhibiciones de jardinería, ferias y festivales de arte popular en diversos lugares de los Estados Unidos.

### Christopher Cattle

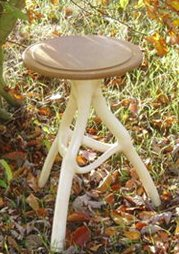
Banqueta cultivada en sicómoro (Christopher Cattle)

Christopher Cattle es un diseñador inglés de mobiliario, catedrático universitario retirado. Comenzó su primera plantación de muebles en 1996. Según el propio Cattle, desarrolló una idea para modelar e injertar árboles que se le ocurrió a finales de la década de 1970, en respuesta a las preguntas de sus estudiantes sobre cómo construir muebles que consumieran menos energía. Usando varias especies de árboles y plantillas de madera para darles forma, ha desarrollado 15 taburetes de tres patas hasta completarlos.
Sus árboles figuran en al menos cuatro plantaciones diferentes en Inglaterra. Participa en exposiciones de artesanía y sobre bosques en Inglaterra, así como en la Big Tent en Falkland Palace, en Escocia. Expuso sus taburetes cultivados en la World Fair Expo 2005 en el pabellón Growing Village en Nagakute, Japón.
Su objetivo es alentar a la mayor cantidad de personas posible a cultivar sus propios muebles, y prevé que, "algún día, las fábricas de muebles podrían ser reemplazadas por huertos de muebles". Cattle llama a sus trabajos muebles y taburetes cultivados, pero también se refiere a ellos como "el resultado del pensamiento maduro".

### Sr. Wu
El Sr. Wu es un jubilado chino que diseña y fabrica muebles en Shenyang, Liaoning. Ha patentado su técnica de cultivo de sillas de madera, y había diseñado, cultivado y cosechado una silla en 2004 y desde 2005 tenía seis más en su jardín. Wu usa olmos jóvenes, que, según él, son flexibles y no se rompen fácilmente. También afirma que le lleva unos cinco años cultivar una silla a partir de un árbol.

## Prácticas relacionadas
Otras prácticas de horticultura artística como el bonsái, las espalderas y la topiaria comparten algunos elementos y una herencia común, aunque se poseen características distintas.

### Bonsái
El bonsái es el arte de cultivar árboles en pequeñas macetas. Utiliza técnicas como la poda, la reducción de raíces y el modelado de ramas y raíces para producir árboles pequeños que imitan árboles maduros de tamaño completo. El bonsái no está destinado a la producción de alimentos, sino principalmente a la contemplación, como la mayoría de las expresiones plásticas.

### Espaldera
La espaldera es el arte y la práctica de la horticultura que consiste en formar mediante injertos ramas de árboles con aspecto ornamental en un marco estético o para la producción de frutales, dando forma y podando las ramas para que crezcan planas, con frecuencia en patrones formales, contra una estructura como una pared, una cerca , o un enrejado. La práctica se usa comúnmente para acelerar y aumentar la producción en árboles frutales y también para decorar paredes exteriores.

### Entrelazado
El entrelazado es una técnica de tejer las ramas de los árboles para formar un seto. Los árboles caducifolios se plantan en hileras, y luego se podan las ramas para formar un plano sobre el suelo. Luego se tejen juntas y se atan ligeramente. Las ramas en contacto cercano pueden conectarse entre sí, debido a un fenómeno natural llamado inosculación, una forma de injerto natural. El entrelazado también se usa para tejer tallos de árboles y ramas flexibles para lograr un efecto similar al de la cestería.

### Topiaria
La topiaria es una práctica de jardinería que permite dar forma a árboles vivos, cortando el follaje y las ramitas para desarrollar y mantener formas claramente definidas, a menudo geométricas o fantasiosas. El seto es una forma simple de topiario que se utiliza para crear vallas, paredes o pantallas. Siempre implica la poda y el modelado regular del follaje para mantener la forma deseada de la planta.

## Plantaciones para el futuro

### Fab Tree Hab

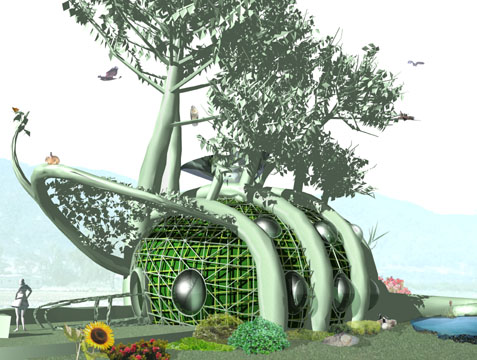
Fab Tree Hab (imagen 3D del proyecto)

Tres diseñadores del MIT, Mitchell Joachim, Lara Greden y Javier Arbona, crearon un concepto de una casa en un árbol viviente que nutre a sus habitantes y se fusiona con su entorno. Se espera que el proyecto del Fab Tree Hab tarde un mínimo de cinco años en hacer crecer la casa. El interior estaría revestido con arcilla y enlucido para mantener una temperatura uniforme. El exterior debe ser completamente natural.

### El jardinero paciente
El estudio de arquitectura sueco VisionDivision participó en un taller de una semana con los estudiantes de la universidad italiana del Politécnico de Milán. El resultado fue un plan a 80 años vista para crear una cúpula de cerezos vivos en forma de reloj de arena y muebles cultivados. Se construyeron armazones para la cúpula, una mesa y una silla de jardín. Se plantaron diez cerezos japoneses en un círculo de ocho metros de diámetro. Cuatro de estos árboles serán escaleras vivientes a un futuro nivel superior. Los árboles de la escalera tendrán sus ramas injertadas entre sí para formar los peldaños. Los arquitectos de VisionDivision ayudaron a los estudiantes e instructores a crear un plan de mantenimiento fácil para los futuros jardineros de la universidad.

### Torre Baubotanik
Ferdinand Ludwig diseñó esta torre como parte de su tesis doctoral con la ayuda del profesor Speck. "Speck se convirtió en el co-supervisor botánico", dijo Ferdinand. En la Universidad de Stuttgart crece una torre de tres pisos de sauces blancos vivos ("Salix alba"). Esta construcción de nueve metros de altura está casi completamente desarrollada, con un área de base de alrededor de ocho metros cuadrados.
 : 86 
La estructura se compone principalmente de andamios de acero que soportan los árboles en crecimiento, mientras los mantiene en la forma correcta. Comenzaron con 400 sauces blancos cultivados en cestas en varios niveles con una hilera de sauces plantados en el suelo. Una vez que los árboles alcanzaron los dos metros de altura, se plantaron en los diferentes niveles de la torre. Luego, estas plantas se modelan para adaptarse al diseño.
El sistema de raíces del nivel inferior de los sauces debe desarrollarse lo suficientemente como para soportar los sauces de los niveles superiores, de modo que el andamio se haga innecesario y luego, junto con las cestas de riego y fertilización, se pueda eliminar por completo. : 86 
Los árboles se injertan juntos con el objetivo de que todas las diferentes plantas se conviertan finalmente en un solo organismo. El objetivo general es tener una estructura viva con la fuerza necesaria para sostenerse a sí misma y soportar una carga de uso. Ferdinand predice que la torre será lo suficientemente estable como para sostenerse por sí misma en cinco a diez años. "Sin embargo, esto son solo estimaciones".

## Nombres alternativos
La práctica de dar forma a árboles vivos tiene varios nombres. Cada desarrollador puede tener su propio nombre para sus técnicas, por lo que no han surgido nombres estándar para denominarlas. Richard Reames llama a la práctica "escultura de cenador"; Dan Ladd llama a su trabajo "escultura de árbol"; El trabajo de Nirandr Boonnetr se denomina "muebles vivos"; Christopher Cattle llama a sus trabajos "muebles cultivados" y "taburetes cultivados"; mientras que Peter Cook y Becky Northey llaman a su trabajo "Pooktre".
También se utilizan los siguientes nombres:
- Arboritectura[64][82]
- Biotectura/Biotecnicultura[10][86][87]
- Muebles cultivados[9][10][59]
- Arte vivo[22][43][88]
- Plisado[3][26][89]
- Modelado de árboles[26][33][90]
- Baubotanik[91]

## En la ficción y en el arte
En 1516, Jean Perréal pintó una imagen alegórica, La complainte de nature à l'alchimiste errant, (El lamento de la naturaleza al alquimista errante), en la que una figura alada con los brazos cruzados, representando la naturaleza, se sienta en el tocón de un árbol con un fuego encendido en su base, conversando con un alquimista con un abrigo que le llega hasta los tobillos, de pie fuera de su laboratorio de piedra. Los brotes vivos emergen a ambos lados del asiento del tocón del árbol, para formar un respaldo de silla de dos pisos de altura, entrelazado e inosculado.
En 1758, el científico, filósofo, místico y teólogo sueco Emanuel Swedenborg publicó Tierras en el Universo, una obra en la que escribió sobre la visita a otro planeta donde los residentes habitaban en arboledas vivas, cuyo crecimiento habían planeado y dirigido desde su nacimiento para desarrollar viviendas y santuarios.
A finales del siglo XIX,  el místico cristiano y visionario estirio Jakob Lorber publicó "La Casa de Dios", donde escribió sobre la sabiduría de plantar árboles en círculo, porque una vez que crecieran juntos, el anillo de árboles sería una casa mucho mejor que cualquier otra que se pudiera construir.